# Nařízení z Villers-Cotterêts

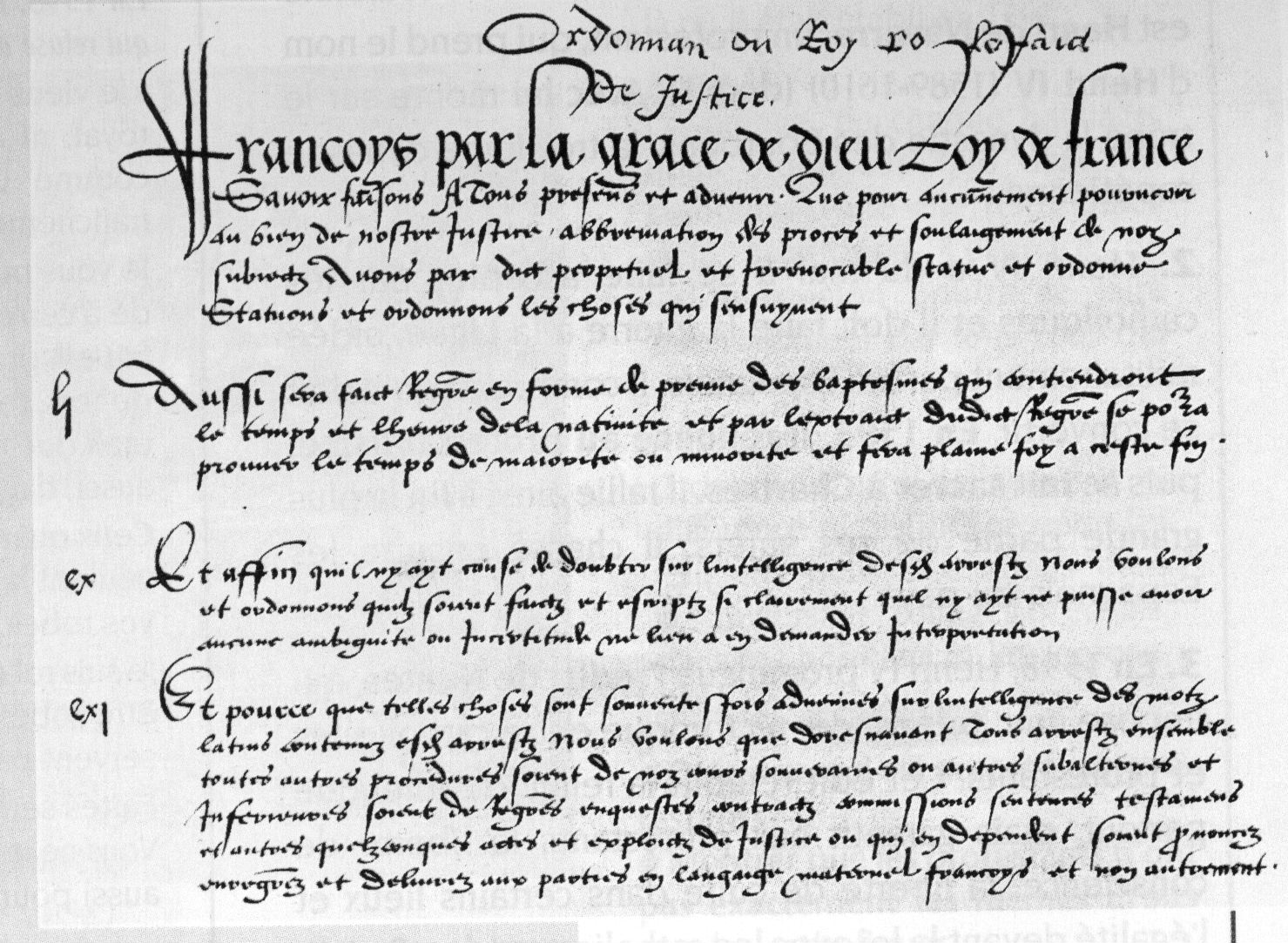
První strana nařízení z Villers-Cotterêts

Nařízení z Villers-Cotterêts (francouzsky L'Ordonnance de Villiers-Cotterêts) je nařízení francouzského krále Františka I. Francouzského z 10. srpna 1539, vydané ve městě Villers-Cotterêts. Má 192 článků. Nejznámější jsou články 110 a 111, které nařizují povinné používání francouzštiny v úředních dokumentech. Hlavním smyslem zavedení této povinnosti bylo nahradit užívání latiny v úředních dokumentech francouzštinou.

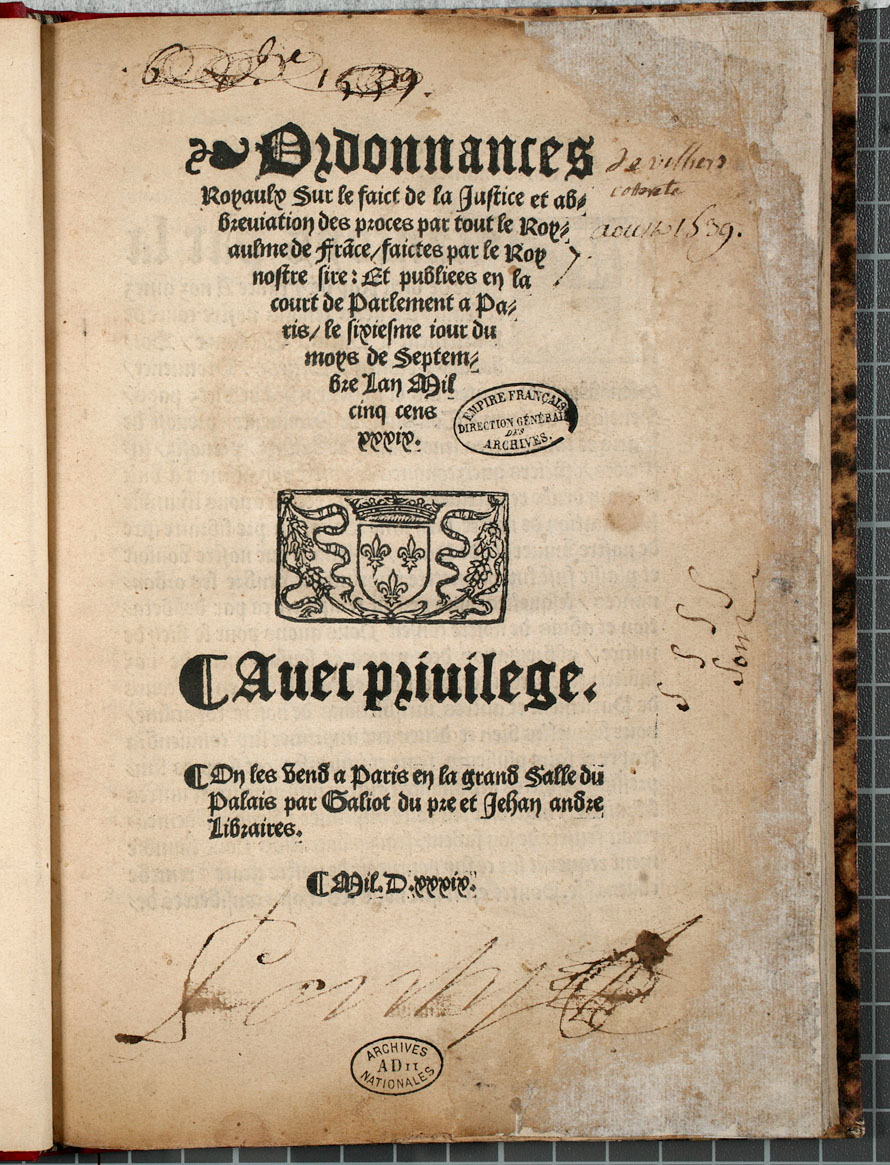
Nařízení z Villers-Cotterêts